# A Yu-Gi-Oh! Shadow Game epizódjainak listája
Ez a lista a Yu-Gi-Oh! Shadow Game című animesorozat epizódjait sorolja fel, ami Takahasi Kazuki azonos című mangájának első-hét kötetéből készült.

## Epizódok
| Rész | Címe (kandzsi és angol )                                                        | Vetítés időpontja    |
| ---- | ------------------------------------------------------------------------------- | -------------------- |
| 1.   | The Violent Battle – A Game of Darkness 激烈バトル 闇のゲーム                   | 1998. április 4.     |
| 2.   | The Evil Gamer – The Trap of Hell 悪魔ゲーマー 地獄の罠                         | 1998. április 11.    |
| 3.   | Clash! The Strongest Monster! 激突！ 最強のモンスター                           | 1998. április 18.    |
| 4.   | Theft! Rare Watch Battle 強奪！ 超幻の激レア時計                                | 1998. április 25.    |
| 5.   | Now Revealed!! Jugi's Secret 今暴かれる！！ 遊戯の秘密                          | 1998. május 2.       |
| 6.   | Desperate Situation!! Burning Friendship Battle 絶体絶命！！                    | 1998. május 9.       |
| 7.   | The Underhanded Digital Pet Rebellion 裏技デジタルペット騒動                    | 1998. május 16.      |
| 8.   | The Four Game Masters Finally Stir ゲーム四天王 ついに動く                      | 1998. május 23.      |
| 9.   | Explosion – Ultimate Yo-Yo Technique 炸裂 ヨーヨー 究極の秘技                   | 1998. május 30.      |
| 10.  | The Pressing Beautiful Teacher – A Secret Mask 迫る美人教師 秘密の仮面          | 1998. június 6.      |
| 11.  | The Rumored Capmon's New Appearance 噂のカプモン 新登場だぜ                     | 1998. június 13.     |
| 12.  | A Lucky Foe Calls Out – The Invincible Legend 強運を呼ぶ敵 不敗の神話           | 1998. június 20.     |
| 13.  | Targeting a Schoolgirl – The Fang of a Great Prediction 女生徒を狙う 大予言の牙 | 1998. június 27.     |
| 14.  | In a Bomb Game – The Worst Date 爆破ゲームで 最悪デート                         | 1998. július 4.      |
| 15.  | Eerie Woman!! Unable to Transform 怖～い女！！ 変身できない                     | 1998. július 11.     |
| 16.  | Breadth's Change – Crisis of the White Robe イッパツ逆転 白衣の危機             | 1998. július 18.     |
| 17.  | A Last Minute Match – The Invited Model ギリギリ勝負 誘うモデル                 | 1998. július 25.     |
| 18.  | In a Forbidden Game – Show Your Hand 禁断ゲームに 手を出すな                    | 1998. augusztus 1.   |
| 19.  | The Grand Melee!! Popularity Contest 大乱戦！！ 人気コンテスト                  | 1998. augusztus 8.   |
| 20.  | Come Out!! The Strongest and Final Trump Card 出たッ！！ 最強最後の切札         | 1998. augusztus 15.  |
| 21.  | Completed!! The Ultimate Game Land 完成！！ 究極ゲームランド                    | 1998. augusztus 22.  |
| 22.  | Break Through – Limit Shooting 破れ 限界シューティング                          | 1998. augusztus 29.  |
| 23.  | Capmon King! The Decisive Battle カプモン王！ 頂上決戦！！                      | 1998. szeptember 5.  |
| 24.  | Now! The Time of Decision – The Miracle of Friendship 今！ 決着の時 奇跡の友情  | 1998. szeptember 12. |
| 25.  | A New Development – Attack of the Handsome Boy 新たなる展開 襲う美少年          | 1998. szeptember 26. |
| 26.  | Rival Clash – The Greatest Crisis ライバル激突 最大ピンチ                       | 1998. október 3.     |
| 27.  | Friendship – From Legend to Myth 友情 伝説から神話へ                            | 1998. október 10.    |

### Epizódismertető
1. The Violent Battle – A Game of Darkness
Jugi, a félénk és béketűrő nyolc év után sikeresen kirakja az Ezeréves Kirakóst, aminek következtében egy ősi egyiptomi fáraó szelleme a testébe költözik, akit Jami Juginak hívnak (fáraó idejében Atem), s védi Jugit a rossz emberektől. Emiatt később ő, Dzsonoucsi Kacuja és Honda Hiroto barátokká válnak. Azután, hogy az iskola egyik erőszakos diákja, Ushio-t legyőzte, megkezdődött az Árnyjáték.
2. The Evil Gamer – The Trap of Hell
A Domino City börtönből megszökik egy Tasaki Tecu rab, aki abba az étterembe menekül, ahol Jugi, Kacuja és Anzu tartózkodik (ahol egyben Anzu dolgozik), és foglyul ejti Anzut. Jugi ezt nem hagyva az Árnyjátékot használja ellene, így sikerül megmentenie Anzut.
3. Clash! The Strongest Monster!
4. Theft! Rare Watch Battle
5. Now Revealed!! Yugi's Secret
6. Desperate Situation!! Burning Friendship Battle
7. The Underhanded Digital Pet Rebellion
8. The Four Game Masters Finally Stir
9. Explosion – Ultimate Yo-Yo Technique
10. The Pressing Beautiful Teacher – A Secret Mask
11. The Rumored Capmon's New Appearance
12. A Lucky Foe Calls Out – The Invincible Legend
13. Targeting a Schoolgirl – The Fang of a Great Prediction
14. In a Bomb Game – The Worst Date
15. Eerie Woman!! Unable to Transform
16. Breadth's Change – Crisis of the White Robe
17. A Last Minute Match – The Invited Model
18. In a Forbidden Game – Show Your Hand
19. The Grand Melee!! Popularity Contest
20. Come Out!! The Strongest and Final Trump Card
21. Completed!! The Ultimate Game Land
22. Break Through – Limit Shooting
23. Capmon King! The Decisive Battle
24. Now! The Time of Decision – The Miracle of Friendship
25. A New Development – Attack of the Handsome Boy
26. Rival Clash – The Greatest Crisis
27. Friendship – From Legend to Myth

## Fordítás
- Ez a szócikk részben vagy egészben  a   List_of_Yu-Gi-Oh!_%281998%29_episodes című angol Wikipédia-szócikk fordításán alapul.  Az eredeti cikk szerkesztőit annak laptörténete sorolja fel. Ez a jelzés csupán a megfogalmazás eredetét és a szerzői jogokat jelzi, nem szolgál a cikkben szereplő információk forrásmegjelöléseként.